# UCI Oceania Tour 2016
El UCI Oceania Tour 2016 fue la duodécima edición del calendario ciclístico internacional de Oceanía. Se inició el 20 de enero en Nueva Zelanda con el New Zealand Cycle Classic, y terminó el 5 de marzo con el Campeonato Oceánico de Ciclismo en Ruta en Australia. También formaron parte, las carreras en ruta y contrarreloj para élite y la contrarreloj sub-23 del Campeonato Oceánico de Ciclismo en Ruta.

## Equipos
Los equipos que pueden participar en las diferentes carreras dependen de la categoría de las mismas. A mayor nivel de una carrera pueden participar equipos de más nivel. Por ejemplo los equipos UCI ProTeam, solo pueden participar de las carreras .HC y .1 y tienen cupo limitado de equipos para competir. 
| Categoría      | Categoría                       | Equipos |
| -------------- | ------------------------------- | --- |
| .HC            | 1.HC (Carrera de un día)        | * ProTeam (max 65%) * Profesionales Continentales * Continentales * Selecciones nacionales                 |
| .HC            | 2.HC (Carrera de varios días)   | * ProTeam (max 65%) * Profesionales Continentales * Continentales * Selecciones nacionales                 |
| .1             | 1.1 (Carrera de un día)         | * ProTeam (max 50%) * Profesionales Continentales * Continentales * Selecciones nacionales                 |
| .1             | 2.1 (Carrera de varios días)    | * ProTeam (max 50%) * Profesionales Continentales * Continentales * Selecciones nacionales                 |
| .2             | 1.2 (Carrera de un día)         | * Profesionales Continentales * Continentales * Selecciones nacionales * Selecciones regionales * Amateurs |
| .2             | 2.2 (Carrera de varios días)    | * Profesionales Continentales * Continentales * Selecciones nacionales * Selecciones regionales * Amateurs |
| .Ncup (sub-23) | 1.Ncup (Carrera de un día)      | * Selecciones nacionales * Selecciones mixtas                                                              |
| .Ncup (sub-23) | 2.Ncup (Carrera de varios días) | * Selecciones nacionales * Selecciones mixtas                                                              |

## Calendario
Las siguientes son las carreras que componen el calendario UCI Oceania Tour aprobado por la UCI

### Enero
| Fecha | Carrera                           | Cat. | Ganador        | Equipo del ganador    |
| ----- | --------------------------------- | ---- | -------------- | --------------------- |
| 20-24 | New Zealand Cycle Classic         | 2.2  | Ben O'Connor   | Avanti IsoWhey Sports |
| 31    | Cadel Evans Great Ocean Road Race | 1.HC | Peter Kennaugh | Sky                   |

### Febrero
| Fecha | Carrera         | Cat. | Ganador            | Equipo del ganador |
| ----- | --------------- | ---- | ------------------ | ------------------ |
| 3-7   | Herald Sun Tour | 2.1  | Christopher Froome | Sky                |
| 20    | The REV Classic | 1.2  | Dion Smith         | One Pro Cycling    |

### Marzo
| Fecha | Carrera                                 | Cat. | Ganador          | Equipo del ganador     |
| ----- | --------------------------------------- | ---- | ---------------- | ---------------------- |
| 3     | Campeonato Oceánico Contrarreloj sub-23 | CC   | Alexander Morgan | Selección de Australia |
| 3     | Campeonato Oceánico Contrarreloj        | CC   | Sean Lake        | Selección de Australia |
| 5     | Campeonato Oceánico en Ruta sub-23      | CC   | Michael Storer   | Selección de Australia |
| 5     | Campeonato Oceánico en Ruta             | CC   | Sean Lake        | Selección de Australia |

## Clasificaciones
- Nota: Las clasificaciones individual y por equipos son las finales, ya que se cumplió el calendario. Las clasificaciones por países y países sub-23 aún no ya que ciclistas australianos o neozelandeses pueden cosechar puntos en otros circuitos.

### Individual
La integran todos los ciclistas que logren puntos pudiendo pertenecer tanto a equipos amateurs como profesionales, inclusive los equipos UCI WorldTeam.
| Posición | Ciclista           | Puntos |
| -------- | ------------------ | ------ |
| 1.º      | Sean Lake          | 340    |
| 2.º      | Peter Kennaugh     | 311    |
| 3.º      | Mark O'Brien       | 213    |
| 4.º      | Brendan Candy      | 200    |
| 5.º      | Dion Smith         | 155    |
| 6.º      | Leigh Howard       | 150    |
| 7.º      | Michael Storer     | 148    |
| 8.º      | Christopher Froome | 144    |
| 9.º      | Jack Bobridge      | 131    |
| 10.º     | Niccolò Bonifazio  | 130    |

### Equipos
A partir de 2016 y debido a cambios reglamentarios, todos los equipos profesionales entran en esta clasificación, incluso los UCI WorldTeam que hasta la temporada anterior no puntuaban. Se confecciona con la sumatoria de puntos que obtenga un equipo con sus 8 mejores corredores en la clasificación individual. La clasificación también la integran equipos que no estén registrados en el continente.
| Posición | Equipo                      | Puntos |
| -------- | --------------------------- | ------ |
| 1.º      | Avanti IsoWhey Sports       | 895    |
| 2.º      | Drapac                      | 407    |
| 3.º      | ONE                         | 278    |
| 4.º      | Kenyan Riders Downunder     | 149    |
| 5.º      | State of Matter MAAP Racing | 108    |
| 6.º      | JLT Condor                  | 81     |
| 7.º      | Data#3 Cisco                | 80     |
| 8.º      | UnitedHealthcare            | 72     |
| 9.º      | Klein Constantia            | 40     |
| 10.º     | Madison Genesis             | 25     |

### Países
Se confecciona mediante los puntos de los 10 mejores ciclistas de un país, no sólo los que logren en éste Circuito Continental, sino también los logrados en todos los circuitos. E incluso si un corredor de un país de este circuito, sólo logra puntos en otro circuito (Europa, Asia, África, América), sus puntos van a esta clasificación.
| Posición | País          | Puntos |
| -------- | ------------- | ------ |
| 1.º      | Australia     | 1857   |
| 2.º      | Nueva Zelanda | 942,25 |